# Diethylfosfit
Diethylfosfit je organická sloučenina se vzorcem (CH3CH2O)2P(O)H, patřící mezi fosfity.

## Příprava a vlastnosti
Difenylfosfit byl nejspíše poprvé připraven v 50. letech 19.&nbso;století z chloridu fosforitého a ethanolu, ovšem první záměrná příprava byla provedena později. Reakce probíhá podle této rovnice:
PCl3 + 3 C2H5OH → (C2H5O)2P(O)H + 2 HCl + C2H5Cl
Podobně lze připravit řadu derivátů diethylfosfitu. Přestože je tato sloučenina pojmenovávana jako fosfit, tak se převážně vyskytuje ve fosfonátové formě, podobně jako kyselina fosforitá; mnoho jeho reakcí lze však vysvětlit pouze existencí rovnováhy mezi fosforečnou a fosforitou formou:
(C2H5O)2PV(O)H ⇌ (C2H5O)2PIII(OH)

## Reakce

### Aloxidová záměna
Diethylfosfit reaguje s alkoholy, přičemž dochází k transesterifikaci:
(C2H5O)2P(O)H + 2 ROH → (RO)2P(O)H + 2 C2H5OH
Podobně aminy způsobují odštěpení ethoxidové skupiny:

### P-alkylace
Diethylfosfit může být deprotonován pomocí terc-butoxidu draselného, což umožňuje alkylaci na atomu fosforu:
(C2H5O)2P(O)H + KOtBu → (C2H5O)2P(O)K + HOtBu
(C2H5O)2P(O)K + RBr → (C2H5O)2P(O)R + KBr
Při použití arylhalogenidů jako arylačních činidel lze reakci katalyzovat palladiem.
Reakcí diethylfosfitu s Grignardovým činidlem dojde k deprotonaci následované odštěpením ethoxyskupiny.
(C2H5O)2P(O)H + CH3MgBr → (C2H5O)2P(O)MgBr + CH4
(C2H5O)2P(O)MgBr + 2 CH3MgBr → (CH3)2P(O)MgBr + 2 MgBr(OC2H5)
(CH3)2P(O)MgBr + H2O → (CH3)2P(O)H + MgBr(OH)

### Hydrofosfonylace
Diethylfosfin lze naadovat na nenasycené sloučeniny hydrofosforylační reakcí. Například s aldehydy reaguje způsobem podobným Abramovově reakci:
(C2H5O)2P(O)H + RCHO → (C2H5O)2P(O)CH(OH)R
Také reaguje s iminy v Pudovikově a Kabačnikově–Fieldsově reakci, v obou případech vznikají aminofosfonáty.